# كأس العالم لكرة القاعدة للنساء 2012
كأس العالم لكرة القاعدة للنساء 2012 (بالإنجليزية: 2012 Women's Baseball World Cup)‏ هو موسم من كأس العالم لكرة القاعدة للنساء. أقيم بتاريخ 2012، وفاز فيه منتخب اليابان الوطني لكرة القاعدة للسيدات.